# Johann Friedrich Gentzen
Johann Friedrich Gustav Gentzen (* 24. März 1796 in Friedland (Mecklenburg); † 16. April 1871 in Neustrelitz) war ein deutscher Theologe, Burschenschafter und Bibliothekar.

## Leben
Johann Friedrich Gentzen war Sohn des Zimmermanns Michel Gustav Gentzen. Er besuchte die Gelehrtenschule in Friedland und begann 1815 sein Studium der Evangelischen Theologie an der Universität Berlin. 1816 wechselte er an die Universität Jena und wurde hier Mitglied der maßgeblich von seinen Landsleuten Heinrich Riemann und Karl Horn gegründeten Urburschenschaft. 1817 war er einer ihrer Vorsteher und nahm am Wartburgfest teil.
Nach weiteren Studien an der Christian-Albrechts-Universität zu Kiel und seinem Examen war er zunächst als Hauslehrer und dann als Lehrer in Eutin tätig. 1826 ging er als Collaborator ans Gymnasium Carolinum in Neustrelitz. Von 1826 bis 1833 wirkte er als Erster Lehrer an der Elementarschule und ab 1833 an der Realschule in Neustrelitz, wo Heinrich Schliemann sein Schüler war. Aus gesundheitlichen Gründen musste Gentzen 1838 den Lehrberuf aufgeben. Er wurde Redakteur der Neustrelitzer Zeitung und des von der großherzoglichen Intelligenz-Expedition veröffentlichten mecklenburg-strelitzschen Regierungsblattes Officieller Anzeiger.

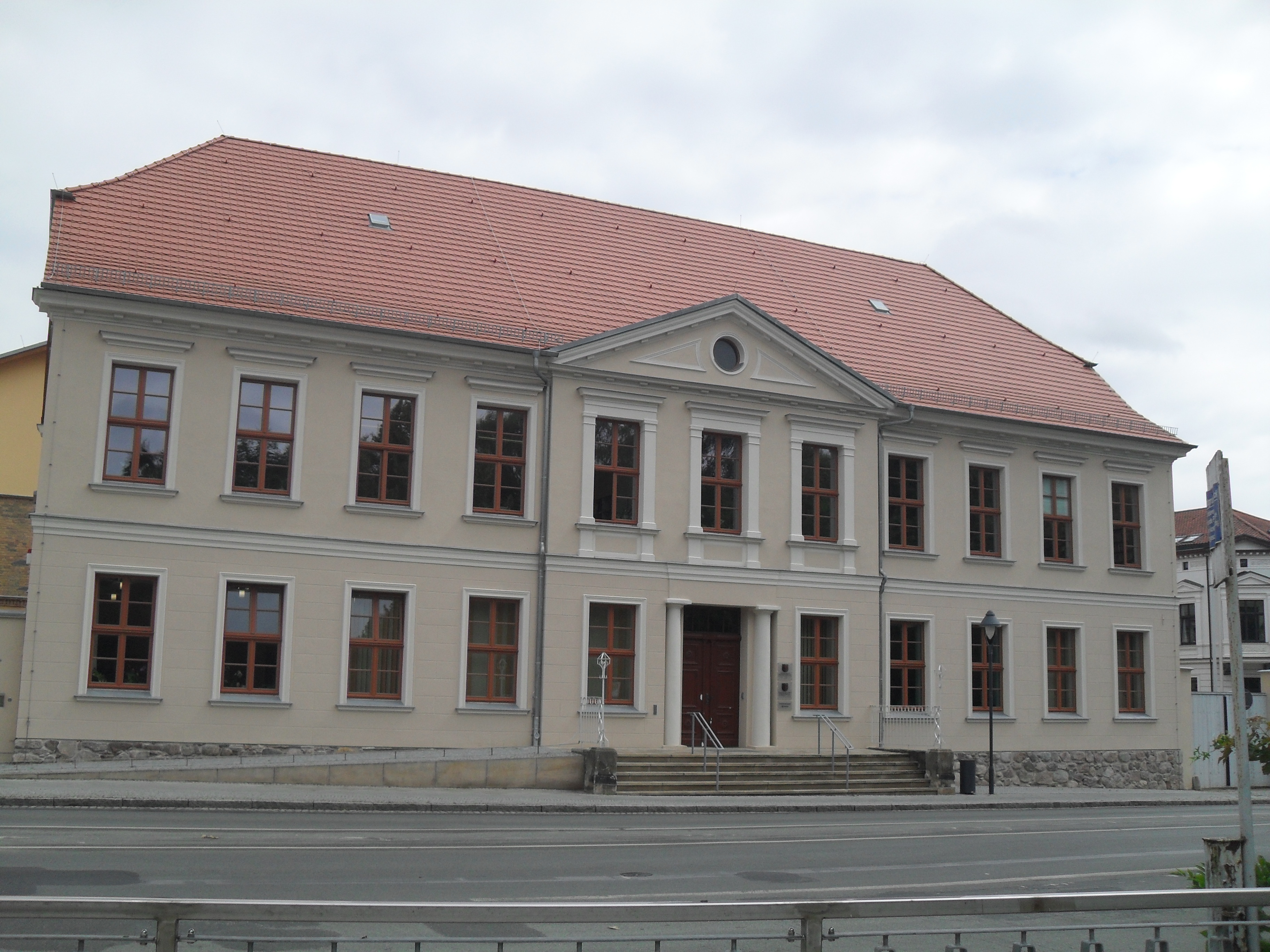
Palais Bassewitz, Sitz der Großherzoglichen Bibliothek und der Sammlungen von 1842 bis 1920

1842 berief ihn Großherzog Georg zum Aufseher [d. h. Leiter] der Großherzoglichen Bibliothek, des Münzkabinetts und der Sammlung der obotritisch-wendischen Altertümer (Georgium) in Neustrelitz, die zugleich ein eigenes neues Domizil im ehemaligen Palais Bassewitz in der Tiergartenstraße (heute Teil des Gebäudekomplexes Landessozialgericht Mecklenburg-Vorpommern) erhielten. Gentzen übte dieses Amt bis 1869 aus und baute die Sammlungen gezielt aus. Während seiner Amtszeit besuchten 1842 Jakob Grimm und 1843 Alexander von Humboldt die Neustrelitzer Bibliothek. Neben den Brüdern Ernst und Franz Boll in Neubrandenburg und dem Rühlower Pastor Friedrich Theodor Sponholz (1777–1862) gehörte Gentzen um die Mitte des 19. Jahrhunderts zu den frühen Protagonisten südostmecklenburgischer Landesgeschichtsforschung. Die archäologischen Sammlungen seines Großherzogs erlebten in diesen Jahren eine kurze Blütezeit, die Diplomatik erfuhr einen nie zuvor da gewesenen Zuspruch. Die Bibliothek erhielt in seiner Amtszeit erstmals einen gedruckten systematischen Katalog. All das endete fast punktgenau, als Gentzen  nach dem gescheiterten Editionsprojekt von Ján Kollár über die sogenannten Prillwitzer Idole. Nach langjährig angeschlagener Gesundheit, woran auch mehrere Kuren nichts änderten, 1869 mit großzügiger Ruhestandsversorgung pensioniert.
Gentzen war dreimal verheiratet: (1.) Um 1827 mit Auguste Marie, geb. Plath, geboren in Stade, Tochter des Geheimen Regierungsrats Plath aus Berlin, gestorben 7. November 1828 in Neustrelitz; (2.) 6. Oktober 1829 in Küssow mit Dorothea Henriette Friederike, geb. Barnewitz, einzige Tochter des verstorbenen Neustrelitzer Postmeisters Barnewitz (1784–1811), gestorben 21. September 1830 in Neustrelitz; (3.) 27. Oktober 1831 in Friedland mit Amalia, geb. Fuchs, Tochter des Güstrower Superintendenten Adolph Friedrich Fuchs (1753–1828). Bekannt sind fünf Söhne und eine Tochter. Alle Söhne starben noch zu Lebzeiten des Vaters; der letzte, ein Seemann, wurde 1859 nach einem Schiffbruch von Strandräubern ermordet.
Gentzens letzten Lebensjahre waren von zunehmenden gesundheitlichen Schwierigkeiten begleitet.
Gentzens Nachlass kam in die großherzogliche Bibliothek [später: Landesbücherei Neustrelitz] und gelangte infolge von deren Auflösung 1950 ins Landeshauptarchiv Schwerin. Die nach großen Kriegsverlusten 1945 erhaltenen Reste der Altertümersammlung sind heute Teil der Sammlungen des Archäologischen Landesmuseums Mecklenburg-Vorpommern. Die einst im Georgium vereinigte Serie der Prillwitzer Idole gehören heute zum Sammlungsbestand des Mecklenburgischen Volkskundemuseums Schwerin-Mueß.

## Werke
- Verzeichniß derjenigen Gegenstände, um welche das Georgium und das Großherzoglich numismatische Cabinet in dem Jahre von Michaelis 1842 bis dahin 1843 vermehrt worden sind, mit Angabe ihrer Fundörter und der gütigen Einsender. 1843
- Zweites Verzeichniß der Erwerbungen für die Sammlung heimathlicher Alterthümer und das Münzcabinet in dem Zeitraum von Michaelis 1843 bis zum Ende des Jahres 1844. 1844
- Catalog der Grossherzoglichen Bibliothek in Neustrelitz. 3 Teile in 1 Band. G. F. Spalding, Neustrelitz 1862